# 幸福街第3號出口
《幸福街第3號出口》（英語：Three Exits To Love，曾定名為《三人行不行》），2013年台灣偶像劇。本劇為福斯國際電視網首次製作台灣的偶像劇。由竇智孔、李維維、姚元浩、石天琦主演。2013年4月開拍，2013年7月殺青。2013年11月25日於衛視中文台播出。本劇為竇智孔與李維維繼《真愛趁現在》後再度合作。

## 播出時間
以下時間以當地時間（台灣時間）為準

### 首播
| 片名            | 頻道       | 所在地 | 播放日期及時間                  |
| --------------- | ---------- | ------ | ------------------------------- |
| 幸福街第3號出口 | 衛視中文台 | 台灣   | 2013年11月25日每週一~週四21：00 |
| 幸福街第3號出口 | Now 101台  | 香港   | 2014年9月8日每週一~週五21：30   |
| 幸福街第3號出口 | ViuTV      | 香港   | 2017年8月23日每週一~週五19：00  |

### 重播
| 片名            | 頻道       | 所在地 | 播放日期及時間                  |
| --------------- | ---------- | ------ | ------------------------------- |
| 幸福街第3號出口 | 衛視中文台 | 台灣   | 2013年11月26日每週二~週五13：00 |
| 幸福街第3號出口 | 衛視中文台 | 台灣   | 2013年11月26日每週一~週四20：00 |

## 演員陣容

### 主要演員
| 演員   | 角色   | 粵語配音 | 介紹 | 登場集數               |
| 李維維 | 楊心璐 | 顏頌怡   | 25歲，公關公司的專案經理。沉穩幹練，節儉務實卻又有掩不住的自傲，有著和實際年齡不符的老成和穩重，但內心卻隱藏著不切實際的少女情懷，因此在遇見像童話故事中完美白馬王子的徐立洋後，在立洋熱烈追求攻勢下墜入情網，卻沒想到，她的人生會因為一段突如其來的愛情有了大轉彎。最後跟徐立洋育有兒子小惜，並與夏少華立下了讓彼此幸福的秘密約定。 | 全劇                   |
| 竇智孔 | 夏少華 | 簡懷甄   | 27歲，小有天分的年輕畫家。嚮往陶淵明般自然無為的生活，總認為人生一切都是上天安排好的，不管多努力都不能擺脫命運，只求開心地度過每一天，有靈感時就做畫，偶爾打零工賺錢。雖然愛慕心璐許久，卻從不敢對她吐露情意，即使知道心璐深愛徐立洋，他仍無怨無悔的扮演心璐最好的朋友。                                                             | 第1~12，14~25集        |
| 姚元浩 | 徐立洋 | 葉鎮洲   | 29歲，樸石精品集團接班人。天資聰穎造就高傲自負的性格，出身富裕家族及熱愛藝術的母親薰陶下，更養成他擁有優雅品味與對藝術的鑑賞能力。本性善良且專一，對於工作十分投入，認為想要得到的任何事物，只能靠自己來爭取。最後跟楊心璐育有兒子小惜。                                                                                             | 全劇                   |
| 石天琦 | 何 歡  | 朱慧珊   | 28歲，喜歡立洋，徐世琛心中理想的準媳婦。剛在法國巴黎的les découvertes設計獎得到最佳新人獎，為蘿琳亞公司當家品牌設計師，是個充滿創意與才華的氣質美女，溫柔善體人意願為愛付出一切。雖知道立洋愛的人是心璐，卻總在立洋無助時給予他鼓勵與建議。                                                                                          | 第1~2，9~25集          |
| 艾佳妮 | 喬 安  | 駱慧怡   | 22歲，少華家鄉從小一起長大的青梅竹馬，熱情率直少根筋的個性常讓少華啼笑皆非。小時候和少華玩耍時不小心在頭上留下傷疤，小少華對她說如果長大因為有疤嫁不出去，他就娶她，這句話讓喬安決定跟隨這個男人一輩子，但對少華而言，卻只把她當作妹妹一樣看待。                                                                                     | 第4~12，14~18，21~24集 |

### 其他演員
| 演員   | 角色           | 粵語配音 | 介紹 | 登場集數                              |
| 常媛   | 陳欣宜         | 楊婉潼   | 26歲，精品服飾店店員，心璐和少華的好朋友，熱情仗義。當心璐需要出席正式場合，總是義氣的把新衣服借給心璐，雖然最後被公司發現，她把未結帳的衣服借給心璐，也因此被開除，但欣怡沒責怪心璐，反而決定到外開創屬於自己的事業。 | 第1~7，10~11，14，17，19~21，24~25集  |
| 楊羽霓 | 劉 薇 (Vivian) | 駱慧怡   | 27歲，貪圖富貴又自戀的公關公司經理，心璐的同事。到公關公司工作的目的就是接觸上流社會嫁入豪門，但不知為何眾人的目光總先注意到心璐，對她又嫉又妒，卻也不得不承認心璐工作上的努力與成果。 | 第1~7集                               |
| 楊麗音 | 趙美月         | 石梓晴   | 48歲，心璐、心蔓的母親，在家道中落前是個溫柔以夫為天的女人，因著家中負債開始改變為錙銖必較唯利是圖，總巴望著從小當公主培養的心璐有朝一日能釣到金龜婿，幫著還清家中債務買樓買車，因此對心璐嚴格管教要求。但實際上，她對心璐的種種期待，來自於多年前心璐生母的託付。                                                                                           | 第1~8，10~15，17~25集                 |
| 樓庭岑 | 楊心蔓         | 陳姻岐   | 21歲，心璐的妹妹，美月唯一的親生女兒。個性叛逆本性善良，毒舌派，常用犀利的言詞來掩飾內心的自卑與不安。很羨慕姊姊，但因母親一路偏袒心璐，而被嫉妒蒙蔽了一切，極力想掙脫好賭父親造成的不幸人生，渴望嫁入豪門。看似與心璐為敵，但當遇到問題，姊妹倆仍會互相鼓勵，並給予絕對的支持！                                                                             | 第1~2，4~8，10~15，17~20，23~25集     |
| 庹宗華 | 徐世琛         | 黃啟明   | 58歲，精明幹練的生意人，相信商場上沒有永遠的朋友或敵人！縱橫商場多年的徐世琛在對手眼中就像隻蓄勢待發的老虎，隨時看準獵物弱點下手攻擊，儘管徐世琛永不犯錯違法，但強勢作風總令同業頗有微詞。早已認定何歡是徐家的媳婦，並認為心璐貪圖徐家的財富，而用盡各種手段堅決反對立洋和心璐交往。為了立洋煞費苦心，直到最後幾乎失去了一切才發現，自己竟抹殺了兒子的笑容。 | 第1~2，8~20， 22(只有聲音)~23集       |
| 鄭家榆 | 胡涓涓 (雅鳳)  | 林司聰   | 46歲，北京藝術學院教授，徐世琛的女友。溫柔嫻淑，像水一樣的女子，讓人很容易忽略她的存在，實為心璐的親生母親，美月的好朋友。唸書時愛上學長並懷孕，因不被祝福所以偷偷生下孩子後，得知男友已出國唸書，只好遠走他鄉到北京重新開始。卻怎麼也沒想到，女兒心璐竟走入了跟自己一樣的人生困境。                                                                         | 第1(只有聲音)~2，5，9~13，15~22，25集 |
| 王姬   | 夏淑萍         | 林司聰   | 47歲，獨力扶養少華長大，個性兇悍嚴肅，從小對少華嚴格管教就是怕少華學壞，但總在打罵少華後心疼的為他擦藥。認為能幹又顧家的喬安是最好的媳婦人選，而不准其他女人接近少華，並對心璐冷言冷語。 | 第7~12，14~17，22~24集                |

### 客串演出
| 演員   | 角色             | 粵語配音 | 介紹 | 登場集數                                          |
| 劉樂妍 | 高琳達 (Linda)   |          | 畫廊負責人，被少華稱為「迅猛龍」，後成為少華的經紀人。                                                                     | 第1，4，21~25集                                   |
| 羅平   | 林 總            | 嚴鎮華   | 公關公司總經理，心璐的上司。                                                                                               | 第1，3，7集                                       |
| 徐麗雲 | 好 姨            | 朱慧珊   | 徐家的管家，負責打理徐家人的生活，並以溫暖的笑容關心著主人的身心狀況。                                                     | 第3~4，6，8~9， 12，14(只有聲音)~15， 17，20~21集 |
|        | 劉 千            | 杜景煜   | 美月替心璐介紹的相親對象，是個家裡開設五金行，且本身從事金融業的暴發戶。                                                   | 第2，4集                                          |
| 陸一龍 | 楊通進           |          | 心璐、心蔓的父親，美月不成材的丈夫。好賭成性，經常不在家，並因欠下一堆賭債，而遭徐世琛利用。                               | 第11~13，19集                                     |
| 王道南 | 何伯鈞           |          | 何歡的父親，徐世琛好友。對女兒十分疼愛，並教導她真愛的重要，雖與徐家以交易為前提進行商業聯姻，仍鼓勵何歡勇敢面對自己的心。 | 第15~16，20集                                     |
|        | 周昌里 (Charles) |          | 汽車材料公司小開，與心蔓交往後結婚。因被立洋在小三面前揭發破產的家世，憤而將他打成重傷。                                   | 第18~20，23~24集                                  |

## 電視劇歌曲
| 曲別   | 歌名     | 演唱者 | 作詞   | 作曲                  |
| 片頭曲 | 非你不可 | 陳勢安 | 戴佩妮 | 戴佩妮                |
| 片尾曲 | 愛·情歌  | 陳勢安 | 陳彥允 | 陳彥允                |
| 插曲   | 皮膚     | 陳勢安 | 彭學斌 | 彭學斌                |
| 插曲   | 親愛的   | 竇智孔 | 元若藍 | 元若藍                |
| 插曲   | Runaway  | 竇智孔 | 竇智孔 | JONNIC, LEE THOMPSETT |
| 插曲   | 不小心   | 元若藍 | 元若藍 | 元若藍                |

## 拍攝場景
- 台茂購物中心

## 製作團隊
- 製作人：周金陵、周鼎
- 編　劇：葉鳳英、徐珪瑩
- 導　演：楊冠玉、李運傑
- 製作公司：福斯國際電視網
- 贊助單位：

## 新聞
- 李維維以「真愛」熬出頭 新戲首扛女一就怕穿高跟鞋走路 （页面存档备份，存于）
- 竇智孔挺恩人 推3138萬留台拍戲[永久]
- 李維維幸福街 想當大隻女[永久]
- 女主角難當！李維維戲裡戲外哭不停
- 姚元浩海邊軋戲 撐陽傘被虧娘[永久]

## 外部連結
- 幸福街第3號出口的Facebook專頁
- 衛視《幸福街第3號出口》官網 （页面存档备份，存于）

## 作品的變遷
| 臺灣 衛視中文台 每週一~週四21:00 - 22:00                                                | 臺灣 衛視中文台 每週一~週四21:00 - 22:00    | 臺灣 衛視中文台 每週一~週四21:00 - 22:00 |
| --------------------------------------------------------------------------------------- | ------------------------------------------- | ---------------------------------------- |
|                                                                                         | 幸福街第3號出口 （2013.11.25 - 2014.01.06） |                                          |
| 含苞欲墜的每一天 （2013.11.11 - 2013.11.19） 那天媽媽來看我 （2013.11.20 - 2013.11.21） | 主君的太陽 （2014.01.07 - 2014.02.13）      |                                          |

| 香港 Now 101台 星期一至五 21:30 - 22:30  | 香港 Now 101台 星期一至五 21:30 - 22:30     | 香港 Now 101台 星期一至五 21:30 - 22:30                           |
| ---------------------------------------- | ------------------------------------------- | ----------------------------------------------------------------- |
|                                          | 幸福街第3號出口 （2014.09.08 - 2014.10.13） |                                                                   |
| 回答吧！1994 （2014.07.18 - 2014.09.05） | 天使之瞳 （2014.10.14 - 2014.11.24）        |                                                                   |
| 香港 ViuTV 星期一至五 19:00 - 19:50      |                                             |                                                                   |
| 輝煌或瘋狂 （2017.07.07 - 2017.08.22）   | 幸福街第3號出口 （2017.08.23 - 2017.09.27） | 滾石愛情故事 （第7、9、16、19集除外） （2017.09.28 - 2017.10.20） |